# Oh Kyo-moon
Oh Kyo-moon (2 de março de 1972) é um arqueiro sul-coreano, campeão olímpico.

## Carreira
Oh Kyo-moon representou seu país nos Jogos Olímpicos em 1996 e 2000, ganhando a medalha de ouro por equipes em 2000. 